# Utsetela
Utsetela es un género con dos especies de plantas de flores pertenecientes a la familia  Moraceae.

## Especies seleccionadas
- Utsetela gabonensis
- Utsetela neglecta